# For the Lions
For the Lions è un album in studio di cover del gruppo musicale metalcore statunitense Hatebreed, pubblicato nel 2009.

## Tracce
1. Ghosts of War – 4:00 – Slayer
2. Suicidal Maniac – 3:06 – Suicidal Tendencies
3. Escape – 4:38 – Metallica
4. Hatebreeders – 2:51 – Misfits
5. Set It Off – 2:37 – Madball
6. Thirsty and Miserable – 2:21 – Black Flag
7. All I Had I Gave – 3:15 – Crowbar
8. Your Mistake – 1:43 – Agnostic Front
9. I'm In Pain – 4:11 – Obituary
10. It's the Limit – 1:40 – Cro-Mags
11. Refuse/Resist – 3:07 – Sepultura
12. Supertouch/Shitfit – 2:21 – Bad Brains
13. Evil Minds – 0:57 – Dirty Rotten Imbeciles
14. Shut Me Out – 2:14 – Sick of It All
15. Sick of Talk – 0:38 – Negative Approach
16. Life Is Pain – 3:21 – Merauder
17. Hear Me – 1:54 – Judge
18. Boxed In – 2:59 – Subzero

## Formazione
- Jamey Jasta - voce
- Frank Novinec - chitarra
- Wayne Lozinak - chitarra
- Chris Beattie - basso
- Matt Byrne - batteria